# شيز ألستون
ليفان شون «شيز» ألستون جونيور (من مواليد 21 سبتمبر 1996) هو لاعب كرة سلة أمريكي لفريق لافريو من الدوري اليوناني لكرة السلة. لعب كرة السلة للكلية في جامعة تمبل.